# Filthy Animals
I Filthy Animals erano una stable di wrestling nella World Championship Wrestling esistita tra il 1999 ed il 2001. Il gruppo ebbe un feud molto importante con un'altra stable, The Revolution, formata da Chris Benoit, Dean Malenko, Shane Douglas e Perry Saturn. Alcuni dei membri dei Filthy Animals formarono tag team in altre federazioni dopo il fallimento della WCW; un esempio su tutti: Rey Mysterio e Kidman nella World Wrestling Entertainment.

## Membri

### Wrestler
- Konnan/K-Dawg
- Rey Misterio Jr.
- Kidman
- Juventud Guerrera
- Disco Inferno / Disqo
- Eddie Guerrero

### Manager
- Torrie Wilson
- Tygress

## Titoli vinti
- WCW Cruiserweight Championship: Rey Mysterio (2), Billy Kidman, Disco Inferno
- WCW Cruiserweight Tag Team Championship: Rey Mysterio e Billy Kidman
- WCW World Tag Team Championship: Rey Mysterio e Billy Kidman, Konnan e Rey Mysterio, Rey Mysterio e Juventud Guerrera, Konnan e Billy Kidman